# Hemigraphis hirsuta
Hemigraphis hirsuta är en akantusväxtart som beskrevs av T. Anders.. Hemigraphis hirsuta ingår i släktet Hemigraphis och familjen akantusväxter. Inga underarter finns listade i Catalogue of Life.